# 9830 Franciswasiak
9830 Franciswasiak eller 1978 VE11 är en asteroid i huvudbältet som upptäcktes den 7 november 1978 av de båda amerikanska astronomerna Eleanor F. Helin och Schelte J. Bus vid Palomarobservatoriet. Den är uppkallad efter Francis C. Wasiak.
Asteroiden har en diameter på ungefär 3 kilometer.